# Gorjan Košuta
Gorjan Košuta, slovenski violinist in pedagog, * 19. januar 1947, Ljubljana.
Košuta se je po končani Srednji glasbeni šoli v Ljubljani izpopolnjeval v ZDA. Od leta 1966 je študiral pri profesorju Igorju Ozimu na Visoki šoli za glasbo v Kölnu, kjer je 1972 diplomiral in 1973 postal Ozimov asistent. Od leta 1978 je profesor na Visoki šoli za glasbo v Kölnu. Obenem je profesor tudi na Akademiji za glasbo v Ljubljani.